# John Gadret
John Gadret (ur. 22 kwietnia 1979 w Épernay) – były francuski kolarz szosowy i przełajowy, zawodnik profesjonalnej grupy Movistar Team.
Największe sukcesy zawodnika to etapowe zwycięstwo w Giro d’Italia w 2011 roku i trzecie miejsce w klasyfikacji generalnej tego wyścigu.

## Najważniejsze osiągnięcia

### przełaje
- 2004
  -  1. miejsce w mistrzostwach Francji
- 2006
  -  1. miejsce w mistrzostwach Francji

### szosa
- 2007
  - 1. miejsce w Grosser Preis des Kantons Aargau
  - 1. miejsce w Tour de l’Ain
  - 7. miejsce w Dookoła Katalonii
  - 8. miejsce w La Flèche Wallonne
- 2008
  - 1. miejsce na 4. etapie Tour de l’Ain
  - 8. miejsce w Tour de Romandie
  - 18. miejsce w Vuelta a España
- 2010
  - 13. miejsce w Giro d’Italia
  - 19. miejsce w Tour de France
- 2011
  - 3. miejsce w Giro d’Italia
    - 1. miejsce na 11. etapie
- 2012
  - 11. miejsce w Giro d’Italia
- 2013
  - 10. miejsce w Vuelta al País Vasco
  - 3. miejsce w Route du Sud
  - 3. miejsce w Tour de l’Ain